# Sleepwalker (album)
Pour les articles homonymes, voir Sleepwalker.
Albums de The Kinks
Schoolboys in Disgrace
(1976) Misfits
(1978)
Singles
1. Sleepwalker (en)
Sortie : 18 mars 1977
2. Juke Box Music (en)
Sortie : 10 juin 1977

Sleepwalker est le seizième album studio du groupe britannique de rock The Kinks. Il est sorti en 1977 sur le label Arista Records.
Il s'agit du premier album des Kinks chez Arista après la fin de leur contrat avec RCA Records. À la demande de ce nouveau label, Ray Davies abandonne les albums-concepts et les sections de cuivres, caractéristiques des précédentes parutions du groupe, au profit de chansons plus conventionnelles, avec une instrumentation plus réduite et un son d'inspiration arena rock. À sa sortie, l'album se classe no 21 des ventes aux États-Unis.
Le bassiste John Dalton quitte les Kinks pendant les séances d'enregistrement de Sleepwalker. Le groupe fait appel à Andy Pyle pour terminer l'album et assurer la tournée de promotion.

## Fiche technique

### Titres
Toutes les chansons sont écrites et composées par Ray Davies.
| 1. | Life on the Road | 5:02 |
| 2. | Mr. Big Man      | 3:49 |
| 3. | Sleepwalker (en) | 4:04 |
| 4. | Brother          | 5:28 |

| 5. | Juke Box Music (en) | 5:32 |
| 6. | Sleepless Night     | 3:18 |
| 7. | Stormy Sky          | 3:58 |
| 8. | Full Moon           | 3:52 |
| 9. | Life Goes On        | 5:03 |

La réédition remasterisée au format CD de Sleepwalker inclut cinq chansons supplémentaires :
| 10. | Artificial Light (face B du single A Rock 'n' Roll Fantasy (en)) | 3:27 |
| 11. | Prince of the Punks (face B du single Father Christmas)          | 3:18 |
| 12. | The Poseur                                                       | 2:53 |
| 13. | On the Outside (mixage de 1977)                                  | 3:52 |
| 14. | On the Outside (mixage de 1994)                                  | 5:03 |

### Musiciens

#### The Kinks
- Ray Davies : chant, guitare, claviers, chœurs
- Dave Davies : guitare, chœurs, chant sur Sleepless Night et Juke Box Music
- John Dalton : basse sur tous les morceaux sauf Mr. Big Man
- Mick Avory : batterie, percussions
- John Gosling : claviers, chœurs

#### Musicien supplémentaire
- Andy Pyle : basse sur Mr. Big Man

### Équipe de production
- Ray Davies : producteur
- Roger Wake : ingénieur du son
- James Wedge : photographie
- Bob Heimall : conception de la pochette
- John Dyer : direction artistique